# Huixtán
La città di Huixtán è a capo dell'omonimo comune, nello stato del Chiapas, Messico. Conta 1 546 abitanti secondo le stime del censimento del 2005 e le sue coordinate sono 16°42'N 92°27'W.

## Storia
Si hanno notizie della sua origine preispanica infatti nel 1534 tale villaggio in alleanza con quello di San Juan Chamula si coalizzarono per contrastare il conquistatore Luís Marín.

Il 22 novembre del 1922 divenne comune.
Dal 1983, in seguito alla divisione del Sistema de Planeación, è ubicata nella regione economica II ALTOS.

## Toponimia
Huixtán, in lingua náhuatl significa "posto dove abbondano le lische".